# Tetrastemma signifer
Tetrastemma signifer är en djurart som tillhör fylumet slemmaskar, och som beskrevs av Ernest F. Coe 1904. Tetrastemma signifer ingår i släktet Tetrastemma och familjen Tetrastemmatidae. Inga underarter finns listade i Catalogue of Life.